# Horní Albeřice
Horní Albeřice est un village de République tchèque faisant partie de la commune de Horní Maršov.